# 魔術方塊製造極限
在立方體的魔術方塊中，若不考慮更複雜的結構（如吸盤或磁鐵），6×6×6魔術方塊是僅用卡榫與軌道能製作的魔術方塊立方體的最大階數。由於魔術方塊必須設計成轉動時能確保零件都還维持在方塊上面，也就是旋轉時不會有零件脫出，因此若將魔術方塊製成每一小塊的邊長相等、且外觀為立方體的話，那麼其階數必須滿足下列不等式：
{\displaystyle {\frac {1}{2}}\times {\frac {n-2}{n}}\times {\sqrt {2}}<{\frac {1}{2}}}
其中，左式代表的是中心旋轉軸距離邊上的方塊最短距離，右式代表的是中心轉軸到表面的最短距離。左式必須小於右式，不然邊塊和角塊會無法固定。
可以解出：
{\displaystyle n<{\frac {2\times {\sqrt {2}}}{{\sqrt {2}}-1}}\approx 6.828}
     
也就是說，六階是可以卡住邊緣方塊的魔術方塊階數最大值，到七階時，最外面的四塊會無法固定，也因此六階或六階以下的魔方可以設計成每小塊是大小相同的立方體；相反的，七階以上的魔術方塊都無法如此設計，但是仍然可以利用擴大邊緣方塊或是將六個面略為鼓起來增加中心轉軸到表面的最短距離，以便解決無法將方塊卡住的問題。